# 김치곤
김치곤(金致坤, 1983년 7월 29일 ~ )은 대한민국의 전 축구 선수로서 포지션은 센터백었다. 현재 포항 스틸러스의 코치로 재직 중이다.

## 개요
부산직할시 출생으로 동래고등학교를 졸업하였다. 성격이 좋고 후배나 동료들을 잘 챙긴다고 하여 '곤사마'라는 별명을 얻었다.

## 클럽 경력
2002년 안양 LG (현 FC 서울)에서 데뷔했다. 7월 28일 열린 울산 현대와의 K리그 경기에서 프로 데뷔골을 기록했다. 2001-02시즌 아시안 클럽 챔피언십 준우승에 공헌하였다. 2004년 안양 LG가 서울특별시로 연고를 이전한 후 구단 명칭을 변경한 FC 서울에서 계속 활약하였다. 2008년 K리그 준우승에 공헌하였고, 2009년 FC 서울의 주장에 선임되었다.
2010년 울산 현대의 현영민과 트레이드가 되어 울산 현대에 입단하였다. 이적 후 주전 수비수로 리그 28경기에 출전하였고 2010 시즌 종료 후 상무에 입대하여 리그 41경기를 소화한 후 2012년 9월 10일 전역하여 원 소속팀으로 복귀하였다.
2013 시즌에는 팀을 준우승을 이끄는 등 맹활약을 바탕으로 K리그 클래식 베스트 11 수비수 부문에 선정되었다.
2014 시즌을 앞두고 팀의 주장으로 선임되었다.
2017 시즌 종료 이후, 울산 현대로부터 자유 계약 자격을 얻었으며, 2018년 1월 29일 말레이시아 프리미어리그의 사라왁 FA로 이적하였다. 그 후, 말레이시아에서 1년 간 선수 생활을 이어가다가 2019년 3월 30일에 현역 은퇴를 선언하였으며, 2019년 4월 28일에 경남과의 경기를 앞두고, 은퇴식을 치렀다.

## 지도자 경력
그 후, 울산대학교에서 지도자 생활을 시작하였다.
2021 시즌을 앞두고 부산 아이파크의 코치로 부임하였다.
2023 시즌부터 부산아이파크 퓨처스의 감독으로 부임하였다.

## 국가대표팀 경력
대한민국 U-20 축구 국가대표팀으로 2003년 FIFA 세계 청소년 축구 선수권 대회에 참가하였고, 2004년 하계 올림픽에서는 핵심 수비수로 활약하며 56년만의 8강 진출에 공헌했지만, 개최국 그리스와의 첫 경기에서 퇴장을 당한 것 때문에 오점을 남겼다. 2004년 6월 2일 튀르키예와의 친선경기에서 A매치에 데뷔하였고, 2006년 아시안 게임, 2007년 AFC 아시안컵 등에 참가하였다.

## 경력 목록

### 클럽 경력
- 2002년 ~ 2009년 안양 LG 치타스 / FC 서울
- 2010년 ~ 2017년 울산 현대
- 2011년 ~ 2012년 상주 상무 축구단 (군 복무)
- 2017년 ~ 2019년 사라왁 FA

### 국가대표팀 경력
- 2007년 AFC 아시안컵 대표

## 수상 내역

### 개인
- 2004년 제18회 올해의 프로축구 대상 프로스펙스 특별상 수상
- 2013년 K리그 클래식 베스트 11 DF 수상

### 클럽

#### 안양 LG 치타스/FC 서울
- 아시아 클럽 챔피언십 1회 (2002년)
- K리그 준우승 (2008년)
- 리그컵 우승 (2006년),준우승 (2007년)

#### 울산 현대
- AFC 챔피언스리그 우승 (2012년)
- K리그 클래식 준우승 (2013년)
- FA컵 우승 (2017년)

### 국가대표팀
- 2007년 AFC 아시안컵 3위